# 塩谷恵子
塩谷 恵子（しおのや けいこ、1976年11月7日 - ）は、日本の女優。
身長158cm。栃木県出身。ザズウ所属。
趣味はガーデニング、特技は中国茶。

## 出演

### 映画
- バードウォッチング（1996年）
- ワンピース忠臣蔵（1996年）
- パルコ フィクション（2002年）
- 最も危険な刑事（デカ）まつり（2003年）
  - ウルトラマソ刑事（2003年）
  - 行列のできる刑事（2003年）
- 花とアリス（2004年）
- NIN×NIN 忍者ハットリくん THE MOVIE（2004年） - アナウンサー女 役
- 犬猫（2004年） - スーパーの店員 役
- トニー滝谷（2004年） - レストランのバイト1 役
- ニシノユキヒコの恋と冒険（2014年） - 房代 役

### テレビ
- つげ義春ワールド 4〜義男の青春（1998年）
- 帰ってきたロッカーのハナコさん（2003年）
- ココリコミラクルタイプドラマスペシャル プライドの高い女（2005年）
- 藤子・F・不二雄のパラレル・スペース 第6話「ボクラ共和国」（2008年）
- ドラマW
  - 空飛ぶタイヤ（2009年）
  - パンドラ〜永遠の命〜（2014年）
- 孤独のグルメ Season2 第3話 （2012年10月24日、テレビ東京）- 女性バイト 役
- なるようになるさ。 第3話（2013年）
- 緊急取調室 第5話「3人のうるさい女」（2014年）